# District de Bukjeju
Le district de Bukjeju (Jeju du Nord) était un district de la province de Jeju, en Corée du Sud, jusqu'au 1er juillet 2006, date à laquelle il a été absorbé par la ville de Jeju. 